# Étang de Châtillon-en-Vendelais
L'étang de Châtillon-en-Vendelais est une étendue d'eau d’Ille-et-Vilaine entre Vitré et Fougères, situé sur la Cantache.

## Topographie
L'étang est un vaste plan d'eau douce de 110 hectares (2,2 kilomètres de long, 0,4 kilomètre de large).

## Hydrographie
L'étang est le réceptacle du cours d’eau de la Cantache.

## Finalités
C'est un espace naturel sensible du département d'Ille-et-Vilaine, qui abrite une forte communauté d'oiseaux migrateurs et de canards sauvages, car il se situe sur un axe migratoire.
Il a été vidangé en 2008 pour atténuer la prolifération de cyanobactéries.

## Faune et flore de l'étang
L'étang accueille de nombreuses espèces et figure à l'inventaire des ZNIEFF depuis 1982. Et est surtout intéressant pour les oiseaux d'eaux qu'on peut notamment observer en hiver : canards colverts, canards siffleurs, canards souchets, fuligules milouins,fuligules morillons, grèbes huppés, grands cormorans, mouettes rieuses, sarcelles d'hiver, vanneaux huppés, poules d'eau et foulques macroules.
C'est un de site les plus riches pour les oiseaux hivernants d'Ille-et-Vilaine. Il accueillait ainsi plus de 700 individus, pour 16 espèces différentes au comptage Wetlands International de 2010.
C'est aussi un site de reproduction du crapaud calamite.

## Qualité de l'eau de l'étang
Conformément à la directive-cadre sur l'eau, l'étang doit atteindre le bon état écologique de l'eau. Les évaluations effectuées montrent l'état écologique suivant :
| état écologique de l'étang | 2010    | 2011    |
| -------------------------- | ------- | ------- |
| état écologique            | Mauvais | Mauvais |

## L'organisation administrative

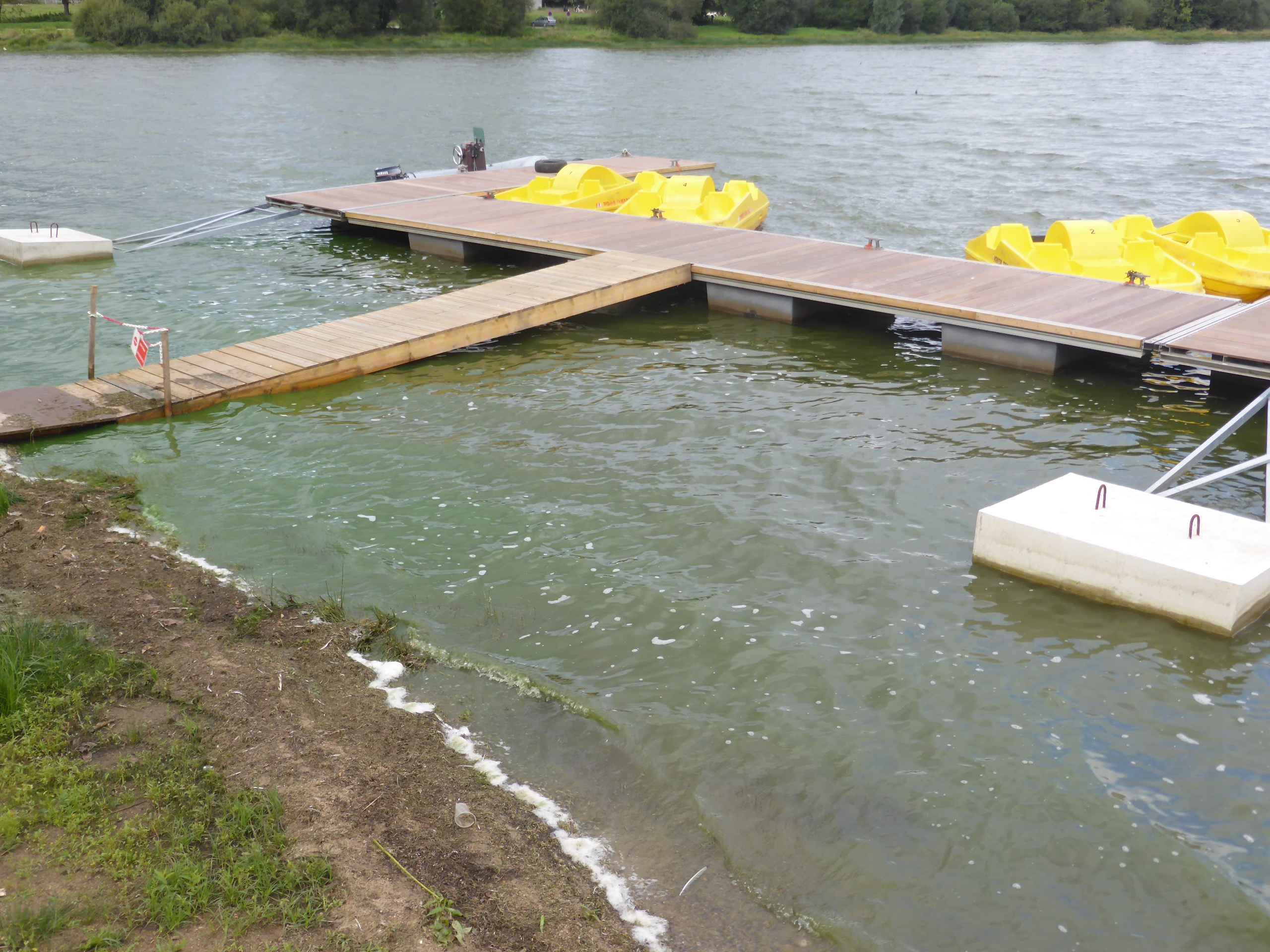
Pédalos et cyanobactéries

L'étang se situe entièrement sur la commune de Châtillon-en-Vendelais.

## Site touristique et récréatif
L’étang est apprécié par les pêcheurs et un camping est installé sur la rive est, avec des pédalos sur une partie de l'étang. Toutefois le développement de cyanobactéries conduit à des interdictions de baignade certains étés.